# Бисмиллах
Бисмилла̀х, или басмала̀(х), (на арабски بسملة) е израз на арабски език, който се използва като съкратена форма на популярния мюсюлмански израз б-исми л-лахи р-рахмани р-рахим. Означава „В името на Аллах“.
Този израз съставлява първия аят (знамение) на първата сура (глава) в Корана и се използва в различни случаи от мюсюлманите – преди хранене, лягане и др.
Изрича се в пълна форма преди рецитиране на всяка от сурите на Корана с изключение на сура Ат-Тауба. Изрича се и преди рецитиране на откъси от Корана, като това не важи, ако откъсът се рецитира по време на молитва.
Използва се преди извършване на каквото и да е действие или в начало на обръщение. Това е и първата фраза в предисловията на конституциите на редица ислямски държави.
На арабски целият израз се пише по следния начин:
بسم الله الرحمن الرحيم
[б-исми л-лахи р-рахмани р-рахим]
„В името на Аллах, Всемилостивия, Всемилосърдния“